# Большое время
Большое время (англ. The Big Time) — научно-фантастический роман американского фантаста Фрица Лайбера, впервые опубликован в журнале Galaxy Science Fiction в марте-апреле 1958 года. В том же году роман выиграл премию «Хьюго» в категории лучший роман. В произведении описывается эпизод войны между двумя фракциями землян: «пауками» (англ. Spiders) и «змеями» (англ. Snakes). Обе расы имеют способность путешествовать во времени. Их противостояние оказывает влияние на прошлое человечества, что отражается на жителях настоящего планеты Земля.

## Сюжет
В мире романа происходит «война перемен» (англ. The Change War), в самом же романе описывается эпизод войны между двумя фракциями землян — «пауками» (англ. Spiders) и «змеями» (англ. Snakes), которые способны использовать путешествовать во времени и пространстве, действия которых оказывают влияние на состояние прошлого и меняет будущее людей. В результате война ведётся через изменение событий в прошлом для создания необходимой каждой стороне ситуации в «настоящем». Кто именно руководит фракциями, причины войны и условия для победы в романе не раскрываются.
Все события романа происходят на «Реабилитационной станции» (англ. Recuperation Station), месте где солдаты восстанавливаются после военных операций. При этом главными причинами лечения являются психические проблемы которые возникают вследствие изменений во времени. Земля, а именно на ней проходит большинство операций, в которых участвуют обитатели этой станции, живёт в «малом времени» (англ. Little Time), это время и меняют. Сама станция (как и другие военные объекты, а также солдаты и персонал) находится в пузыре времени и пространства в «Бесконечном времени» (англ. The Big Time), для него существуют свои законы. Солдаты для войны «перемен» вербуются в разные временные промежутки — прошедшем и будущим, по всей вселенной. Героями романа являются амазонка, римский легионер, гусар, солдат Вермахта, американский солдат, космический десантник, а также сатир с Венеры и житель Луны. Их забирали перед их вероятной смертью, и кому они служили не имело большого значения.
Повествование ведётся от имени Греты, молодой девушки которая служит на станции, она была завербована во время Первой мировой. Её профессия «конферансье» (англ. Entertainer): что-то среднее между медсестрой, психотерапевтом и проституткой. Много информации о ходе войны передается через рассказы других персонажей, которые порой занимают целые разделы. Из этих историй можно узнать, что в результате изменений в прошлом нацисты победили во Второй Мировой войне, однако в масштабе «войны перемен» это событие не считается слишком большим.
Основным сюжетом является обнаружение атомной бомбы с часовым механизмом на станции, попытки её разрядить и найти, кто её доставил.

## История и влияние
Сначала «Большое время» вышел в двух номерах журнала Galaxy Science Fiction (март — апрель 1958), иллюстрированный Вёрджилом Финли (англ. Virgil Finlay). В том же году роман выиграл премию «Хьюго» в категории лучший роман. В 1961 году издательством Ace Books роман был издан в виде книги (вместе с сборником рассказов этой вселенной «Паук мысли и другие рассказы» (англ. «The Mind Spider and Other Stories»)), а в 1976 году вышла версия в твердой обложке.
Альгис Будрис считал роман одним из лучших научно-фантастических романов своего времени. В 2012 году роман был включен в сборник «American Science Fiction: Nine Classic Novels of the 1950s» Библиотеки Америки.
Роман переведен на итальянский, испанский, нидерландский, немецкий, французский, португальский, русский, польский
 и ряд других языков.